# Астор, Джон Джейкоб
Джон Дже́йкоб А́стор (англ. John Jacob Astor), при рождении Йохан Якоб Астор (нем. Johann Jakob Astor; 17 июля 1763, Вальдорф, Курпфальц, Священная Римская империя
— 29 марта 1848, Нью-Йорк, США) — немецко-американский промышленник, торговец и магнат недвижимости, сделавший свое состояние в основном на монопольной торговле пушниной, контрабанде опиума в Китай, а также путем инвестирования в недвижимость в Нью-Йорке и его окрестностях.
Астор родился в Германии, подростком эмигрировал в Англию и работал в мастерской по производству музыкальных инструментов. После американской войны за независимость он переехал в Соединенные Штаты Америки.
Видя рост населения на запад, он занялся торговлей пушниной и построил монополию, управляя бизнес-империей, которая простиралась до района Великих озер и Канады, а затем расширилась до американского Запада и побережья Тихого океана. Увидев падение спроса из-за изменения европейских вкусов, он отказался от торговли мехом в 1830 году, и начал вкладывать средства в недвижимость Нью-Йорка. Астор стал очень богат и был известным покровителем искусств.
Он стал первым выдающимся членом семьи Астор и первым мультимиллионером в Соединенных Штатах.

## Биография

### Ранний период жизни
Иоганн Якоб Астор родился в 1763 году в Вальдорфе, недалеко от Гейдельберга, в Курпфальце. Он был младшим сыном Иоганна Якоба Астора и Марии Магдалены фон Берг. Его тремя старшими братьями были Джордж, Генри и Мельхиор. В детстве Иоганн работал в мясной лавке своего отца и продавцом-молочником.
В 1779 году, в возрасте 16 лет, он переехал в Лондон, чтобы вместе со своим братом Джорджем работать в Astor & Broadwood, предприятии своего дяди по производству фортепьяно и флейт. Проживая там, он выучил английский и переделал свое имя на английский манер, назвавшись его Джоном Джейкобом Астором.

### Иммиграция в США
В 1783 году Астор эмигрировал в Нью-Йорк, сразу после окончания Войны за независимость, когда Соединенные Штаты стали независимыми от Великобритании. Там он снял комнату у вдовы Сары Кокс Тодд и стал ухаживать за дочерью своей домовладелицы, которую также звали Сара Кокс Тодд. Молодая пара поженилась в 1785 году. Его намерением было присоединиться к своему брату Генри, который основал в Нью-Йорке мясную лавку.
Однако случайная встреча с торговцем пушниной во время его путешествия вдохновила его также присоединиться к торговле пушниной в Северной Америке. Поработав какое-то время в лавке своего брата, Астор начал закупать у индейцев сырые шкурки, самостоятельно их обрабатывать и перепродавать в Лондоне и других местах с большой прибылью. В конце 1780-х годов он открыл в Нью-Йорке собственный магазин меховых изделий, а также был нью-йоркским агентом предприятия своего дяди по производству музыкальных инструментов. Вскоре Астор стал искать возможность расширения бизнеса по всей территории Соединенных Штатов.

### Пушной промысел
Астор воспользовался соглашением 1794 года между Великобританией и Соединенными Штатами, которое открыло новые рынки в Канаде и районе Великих озер. Астор сразу же заключил контракт с Северо-Западной компанией, мехоторговой компанией из Монреаля, которая конкурировала с Компанией Гудзонова залива, базировавшейся тогда в Лондоне.
Астор импортировал меха из Монреаля в Нью-Йорк и отправлял их в Европу. К 1800 году его состояние составляло почти четверть миллиона долларов (что эквивалентно шести миллионам долларов в 2020 году) и стал одной из ведущих фигур в пушной торговле. Его агенты работали повсюду в западных областях и были безжалостны в конкурентной борьбе. В 1800 году, последовав примеру «Императрицы Китая», первого американского торгового судна, совершившего рейс в Китай, Астор начал торговать мехами, чаем и сандаловым деревом с Кантоном в Китае и извлекал из этого немалую выгоду.
Однако Закон об эмбарго 1807 года нарушил импортно-экспортный бизнес Астора, поскольку прервалась торговля с Канадой. С разрешения президента Томаса Джефферсона 6 апреля 1808 года Астор основал Американскую меховую компанию. Позже он основал дочерние компании: Тихоокеанскую меховую компанию и Юго-Западную меховую компанию (в которой участвовали канадцы), чтобы контролировать торговлю мехами в районах Великих озер и реки Колумбия. Его торговый пост на реке Колумбия в форте Астория (основан в апреле 1811 г.) был первым поселением Соединенных Штатов на побережье Тихого океана. Ему пришлось профинансировать сухопутную Экспедицию Астора в 1810—1812 годах, чтобы найти путь до форта по суше. Экспедиция открыла Южный перевал, через который позднее прошли сотни тысяч поселенцев, преодолевая Скалистые горы на Орегонском пути, Мормонской тропе и Калифорнийской тропе.
Торговля мехом Астора была сорвана во время англо-американской войны 1812 года, когда британцы захватили его торговые посты. В 1816 году он присоединился к торговле опиумом. Его «Американская меховая компания» закупила десять тонн османского опия и контрабандой отправила его в Кантон на борту пакетбота «Македонский». Позже Астор оставил китайскую торговлю опиумом и продавал опиум исключительно в Великобритании.
Бизнес Астора восстановился в 1817 году после того, как Конгресс США принял протекционистский закон, запрещавший иностранным торговцам мехами посещать территории США. Американская меховая компания стала доминировать в торговле в районе Великих озер, поглощая конкурентов.
Джон Джейкоб Астор владел особняком на Бродвее на Манхэттене и загородным поместьем Hellgate на севере Нью-Йорка.
В 1822 году Астор основал Дом Роберта Стюарта на острове Макино в Мичигане в качестве штаб-квартиры реорганизованной Американской меховой компании, что сделало остров мегаполисом меховой торговли. Вашингтон Ирвинг подробно описал это, основываясь на современных документах и дневниках в своей книге «Астория». Торговые связи Астора простирались по всему земному шару, и его корабли можно было найти в каждом море. Он и Сара переехали в особняк на Принс-стрит в Манхэттене.

### Недвижимость и уход на покой
Свой первый земельный участок Нью-Йорке Астор купил в 1799 году и с тех пор приобрел значительные участки на берегах. После начала XIX века и получения большой прибыли от торговли Китаем, его инвестиции в недвижимость Нью-Йорка стали более систематическими и расчетливыми. В 1803 году он купил ферму площадью 70 акров, на которой построил поместье Астора в Хеллгейте. Его собственностью стали участки к западу от Бродвея к реке Гудзон между 42-й и 46-й улицами. Позднее он купил значительные участки у опального Аарона Берра.
В 1830-х годах Астор предвидел, что застройка Нью-Йорка приобретет большие масштабы, а Нью-Йорк вскоре превратится в один из величайших городов мира. Астор продал свои доли в Американская меховой компании, а также во всех других своих предприятиях, и использовал вырученные средства для покупки и застройки больших участков недвижимости на Манхэттене. Астор правильно предсказал быстрый рост города к северу от острова Манхэттен, и он покупал все больше и больше земли за пределами существовавших тогда городских границ. Астор редко строил на своей земле, но сдавал ее в аренду другим.
Уйдя из бизнеса, Астор провел остаток своей жизни в качестве мецената. В частности, он поддерживал орнитолога Дж. Дж. Одюбона в его исследованиях и путешествиях.

## Брак и семья

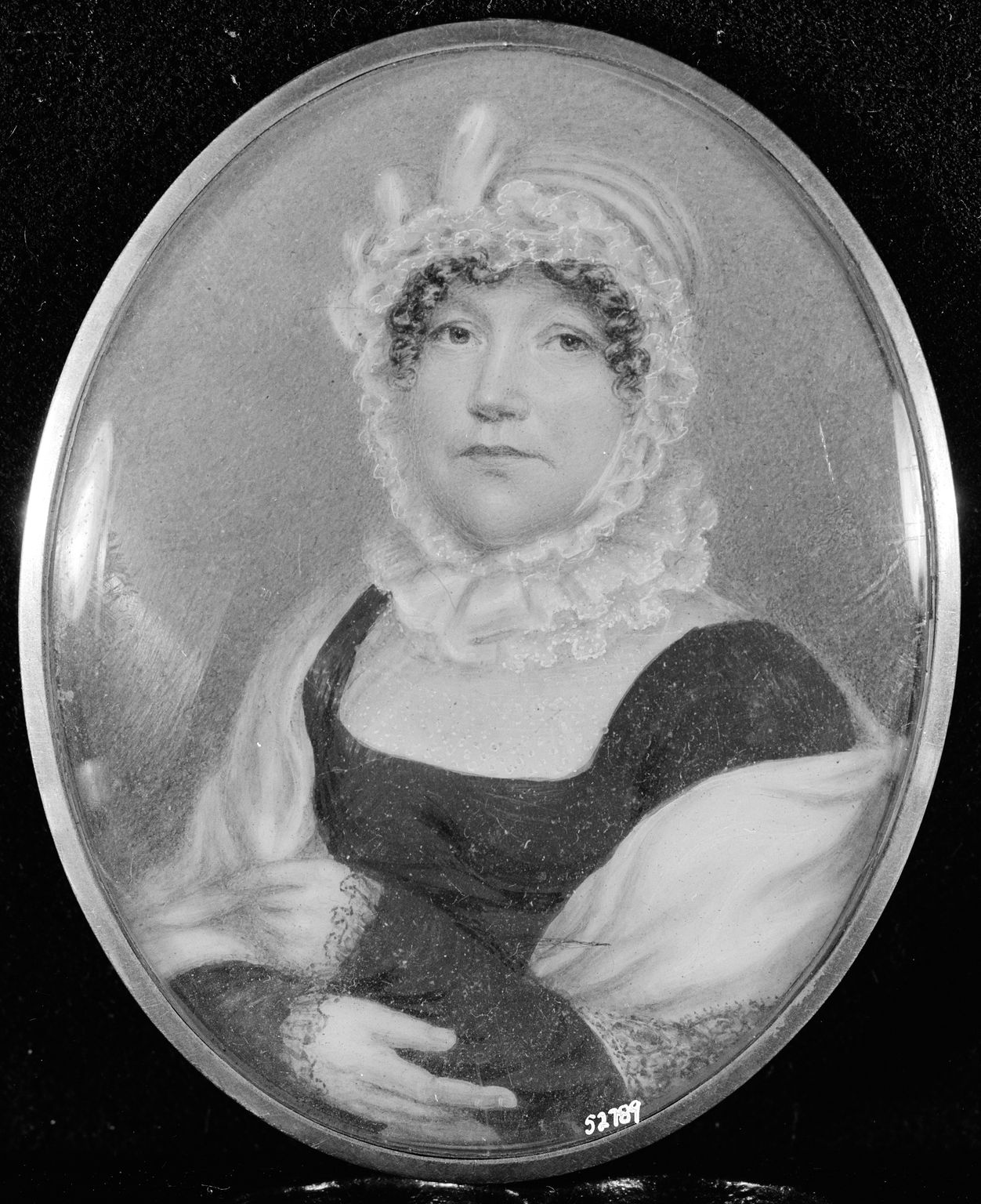
Сара Кокс Тодд

19 сентября 1785 года Астор женился на Саре Кокс Тодд (9 апреля 1762 года — 3 августа 1842 года). Ее родителями были шотландские иммигранты Адам Тодд и Сара Кокс. Хотя в качестве приданого ему досталось всего 300 долларов, она обладала бережливым умом и деловой сметкой, которые, по его мнению, были лучше, чем у большинства торговцев. Она помогала ему в практических деталях его бизнеса и управляла делами Астора, когда тот был далеко от Нью-Йорка.
У них было восемь детей:
- Магдалена Астор, 1788—1832 гг.
- Сара Тодд Астор, мертворожденная в 1790 году
- Джон Джейкоб Астор младший, 1791—1869 гг.
- Уильям Бэкхаус Астор старший, 1792—1875 гг.
- Доротея Астор, 1795—1874 гг.
- Генрих Астор II, 1797—1799 гг.
- Элиза Астор, 1801—1838 гг., вышла замуж за Винсента Рампфа[5].
- Безымянный сын, 1802 г., умер через несколько дней после рождения.

## Тайные общества
Астор принадлежал к братству масонов, и в 1788 году имел степень мастера в ложе «Голландия» № 8 в Нью-Йорке. Позже он был великим казначеем Великой ложи Нью-Йорка. Также с 1837 по 1841 год он был президентом Немецкого общества города Нью-Йорка.

## Наследие
На момент своей смерти в 1848 году Астор был самым богатым человеком в США, оставив состояние не менее 20 миллионов долларов (0,9 % ВВП США в то время), что на 2020 год эквивалентно примерно 210 миллиардам долларов. Для сравнения, состояние Джеффа Безоса в 2020 году оценивалось примерно в 200 миллиардов долларов, и аналогично состоянию Астора составляло порядка 0,9 % ВВП США. При использовании более простого метода оценки цепочки инфляции предполагаемый размер состояния был бы эквивалентен примерно 676 миллионам долларов США в 2021 году.
В своем завещании Астор оставил 400,000 долларов на строительство Библиотеки Астора для общественности Нью-Йорка, которая позже была объединена с другими библиотеками, чтобы образовать Нью-Йоркскую публичную библиотеку. Он также оставил 50 000 долларов для постройки Астор-хауса, богадельни и сиротского приюта в своем родном городе Вальдорфе. В настоящее время Астор-хаус служит музеем посвященным Астору и популярным залом для свадебных торжеств. Дары Астора Немецкому обществу города Нью-Йорка, которое он возглавлял с 1837 по 1841 год, составили сумму порядка 20 000 долларов.
Бо́льшую часть своего состояния Астор оставил второму сыну Уильяму, потому что его старший сын Джон-младший был болезненным и психически нестабильным. Астор оставил достаточно денег, чтобы заботиться о Джоне-младшем до конца его жизни. Астор похоронен на кладбище церкви Троицы в Манхэттене. Многие члены его семьи присоединились к её общине, но Астор до своей смерти оставался членом местной немецкой реформатской общины.
Герман Мелвилл использовал Астора в своем рассказе «Писец Бартлби» как символ людей, сделавших самые первые состояния в Нью-Йорке.
Пара мраморных львов, которые сидят у входа в главный филиал Нью-Йоркской публичной библиотеки на углу Пятой авеню и 42-й улицы, первоначально были названы Лео Астор и Лео Ленокс в честь Астора и Джеймса Ленокса, чьи коллекции составили основу фонда библиотеки. Затем их называли лорд Астор и леди Ленокс (оба льва — самцы). В 1930-х, во время Великой депрессии, мэр Фьорелло Ла Гуардия переименовал их в «Терпение» (англ. Patience) и «Стойкость» (англ. Fortitude).
Прибрежный город Астория в штате Орегон, назван в честь Астора.
В 1908 году, когда в родном городе Астора в Германии был образован футбольный клуб FC Astoria Walldorf, группа добавила к своему названию слово Astoria в его честь и честь его семьи.